# João de Deus Barbosa de Jesus
João de Deus Barbosa de Jesus (Salvador, 8 de março de 1932 — Rio de Janeiro, 16 de agosto de 2002) foi um comerciante, jornalista, escritor e político brasileiro.

## Trajetória
Radicou-se no Rio de Janeiro na adolescência, vindo a integrar os quadros da Mocidade Trabalhista do PTB do Distrito Federal e da Guanabara. Foi candidato a deputado estadual e federal pelo MDB guanabarino, não tendo sido eleito. Publicou a obra Vargas e a realidade nacional, e escreveu diversos artigos políticos, sempre na linha política getulista e trabalhista.
Com a redemocratização, ajudou a fundar o PTB, mas abandonou a facção brizolista e se juntou ao grupo de Ivete Vargas, que ganhara a sigla, em 1980. Foi membro do diretório regional e nacional desta legenda, e foi seu secretário geral do Estado do Rio de Janeiro, no final da década de 1980. Disputou as eleições de 1982 e 1986 para a Câmara dos Deputados, sem sucesso. 
De 1985 até 1990, dirigiu a facção Movimento de Unidade Trabalhista, que defendia a aproximação com o PDT, durante as eleições daquele ano apoiou Saturnino Braga para a prefeitura da cidade do Rio de Janeiro, e Leonel Brizola nas eleições presidenciais.
Em 1988 teve sua primeira filha, Nayara Karina Tavares de Jesus. No ano seguinte, seu segundo e último filho, e nele prestou uma homenagem a Getúlio Vargas, colocando o mesmo sobrenome do ex-presidente: Alexandre Vargas Tavares de Jesus. Saiu do PTB no mesmo ano, fundou o Partido Nacionalista dos Trabalhadores (PNT) e disputou as eleições de 1990 para deputado federal, não conseguindo se eleger.
Em 1992, reorganizou uma nova legenda, o Partido Nacionalista dos Trabalhadores Brasileiros (PNTB), que somente disputou as eleições daquele ano e, em 1993, ingressou no PTdoB (atual Avante), fundindo seu grupo, juntamente com outro grupamento trabalhista dissidente, o PASART de Aarão Steinbruch (ex-deputado e senador pelo PTB fluminense e do MTR de Fernando Ferrari). Nesta legenda, virou seu dirigente regional e nacional, perdeu a indicação para a prefeitura do Rio de Janeiro em 1996, mas venceu a convenção nacional e disputou a eleição presidencial de 1998, tendo obtido quase 200 mil votos. Naquela época, sua indicação chegou a ser contestada por uma facção do próprio partido. Entre suas principais propostas de governo, estavam a restauração da rede de saúde, recriação dos restaurantes populares e a volta do salário mínimo ao patamar do governo Vargas.
Em 2000 novamente se candidatou, desta vez a vereador, mas não se elegeu novamente. Também organizou o Centro Cívico Getúlio Vargas, que homenageava a memória do ex-presidente todo 24 de agosto e 19 de abril. Em 30 de março de 2002, sofreu um acidente vascular, vindo a falecer em 16 de agosto, aos 70 anos.